# Rare (песня Селены Гомес)
Rare — песня американской исполнительницы Селены Гомес, выпущенная в качестве третьего сингла с одноимённого альбома. Видеоклип вышел в один день с песней и альбомом.

## Информация о песне
Впервые песня появилась в видео в Инстаграме певицы 15 августа 2018 года, в тот же день музыкант Leland заявил, что принимал участие в создании песни. Селена Гомес поделилась несколькими строчками из текста песни в интервью журналу Elle в сентябре 2018 года. Позже песня была использовала для трейлера альбома Rare. В интервью для Billboard певица пояснила, что всегда любила эту песню и хотела, чтобы она дала заглавие всему альбому.
«Rare» написана в размере 4/4, тональности Фа мажор, в темпе 112 бит в минуту. Вокал Гомес охватывает одну октаву с До 4 до Ре 5.

## Позиции в чартах
| Чарт (2020)                                | Наивысшая позиция |
| ------------------------------------------ | ----------------- |
| Бельгия/Фландрия (Ultratop 50)             | 43                |
| Бельгия/Валлония (Ultratip Bubbling Under) | 9                 |
| Германия (GfK)                             | 42                |
| Ирландия (IRMA)                            | 17                |
| Италия (FIMI)                              | 85                |
| Нидерланды (Dutch Top 40)                  | 39                |
| Нидерланды (Single Top 100)                | 48                |
| Новая Зеландия (Recorded Music NZ)         | 28                |
| Норвегия (VG-lista)                        | 29                |
| Шотландия (OCC Scotland)                   | 35                |
| Швеция (Sverigetopplistan)                 | 44                |
| Великобритания (OCC UK Singles)            | 28                |

## Хронология издания
| Страна         | Дата           | Формат                         | Лейбл      | Ссылка |
| -------------- | -------------- | ------------------------------ | ---------- | ------ |
| Разные         | 10 января 2020 | Цифровая дистрибуция, Стриминг | Interscope | [ 22 ] |
| Италия         | 17 января 2020 | Радио                          | Universal  | [ 23 ] |
| Великобритания | 18 января 2020 | Радио                          | Interscope | [ 24 ] |